# Jean Aristeguieta
Jean Aristeguieta (Guasipati, estado Bolívar, Venezuela, 31 de julio de 1921-Caracas, 8 de enero de 2016) fue una poeta y editora venezolana. Es miembro correspondiente por el estado Bolívar de la Academia Venezolana de la Lengua. y miembro de la Real Academia Hispanoamericana de Cádiz.

## Biografía
Sus padres fueron Simón Aristeguieta y Panchita Capella. Tuvo un hermano, Leandro Aristeguieta (1923-2012), botánico destacado y fundador del Parque del Este de Caracas. Obtuvo su licenciatura en la Universidad de Madrid donde cursó  estilística y literatura antigua y moderna. Desde muy joven se inició en la poesía en el movimiento surrealista formando parte del Grupo Aureoguayanos junto a Alarico Gómez, Elías Inaty, Arquimedes Brito y José Ramón Del Valle Laveaux. A pesar de no ser un seguidor de la poesía, el artista Jesús Soto se sentía atraído por el movimiento del grupo, por romper con las reglas existentes en la poesía clásica.
 Publica su primer poemario Alas al viento en 1942. De obra prolífica, publicó 70 libros y deja 40 inéditos.  En 1968 fundó la revista Árbol de fuego. Fue de las primeras en defender el uso del término poeta tanto para hombres como para mujeres, en búsqueda de la igualdad de género.

## Obra
- Elegías con glicinas de llanto junto al alma de Marosa Di Giorgio. Caracas, 2008.[4]
- Estrofas como alas de relámpagos. Caracas, 2008.
- Memorables visitantes. Caracas, 2007.
- A Palmenes Yarza amiga y poeta legendaria. Caracas, 2007.
- Elegía a Leopoldo de Luis. Caracas, 2006.
- A Concha Zardoya/tan lejana tan honda peregrina. Caracas, 2005.
- Homenaje a Cervantes. Caracas, 2005.
- A Antonio Fernández Molina. Caracas, 2005.
- Junto a las amapolas del recuerdo. Caracas, 2004.
- A Lalita Curbelo Barberan con las oraciones del rocío. Caracas, 2003.
- Elegías por el alma de Pascual Venegas Filardo, Caracas, 2003.
- Antología del ser. Valparaíso, Chile, 2002.
- Las mariposas cósmicas. México, 2002.
- Adiós a Camilo José Cela. Caracas, 2002.
- Yacimientos de la melancolía a Ileana Espinel. Caracas, 2001.
- Mitología del sueño. Iria Flavia, España, 2000.
- Oraciones sonámbulas a Clara Niggemann. Caracas, 2000.
- Elegías del Mar Caribe. Caracas, 2000.
- Galería sonámbula. Caracas, 1999.
- Homenaje a Fredo Arias de la Canal. Harvard University, EUA, 1997.
- Homenaje a fray Jerónimo Verduzco. Caracas, 1997.
- Mujer azul llameante lira. Versión al francés. Tongres, Bélgica, 1997.
- Espejo del llanto. Versión al francés. Tongres, Bélgica, 1997.
- Espejos de la sed. General Alvear, Argentina, 1997.
- Hay que aproximarse a lo desconocido. Logroño, 1996.
- Al fondo de la belleza. Versión al francés. Tongres, Bélgica, 1996.
- Al fondo de la belleza. Cádiz, 1995.
- Héroe de lo sublime. Caracas, 1995.
- Torre de sed. Caracas, 1995.
- Itinerario en ascenso. Homenaje a Sor Juana Inés de la Cruz. Caracas, 1995.
- Las letras irreales. Versión al francés. Saint Mammes, Francia, 1994.
- La carpeta de las ilusiones. Zaragoza, España, 1994.
- Las letras irreales. Valencia, España, 1993.
- Antología del ser. Versión al portugués. Bluffton, EUA, 1993.
- Antología del ser. Madrid, 1993.
- Mujer azul llameante lira. Logroño, 1993.
- Rostros de la nostalgia. Versión al portugués. Bluffton, EUA, 1993.
- Rostros de la nostalgia. Caracas, 1992.
- Episodios de la lluvia. Versión al francés, Chambourg-sur-Indre, 1992
- Episodios de la lluvia. Madrid, 1991.
- Hélade. Traducción parcial al griego, Atenas, 1989.
- Comme une foret de legende. Francia, 1987.
- Papeles de fuego. Barcelona, 1986.
- Donde la belleza es frontera. Barcelona, 1983.
- Cítara en otoño. México, 1980.
- Fulgor de Gaudí. Barcelona, 1980.
- Estancias de la belleza. Málaga, 1980.
- Hélade. Barcelona, 1980.
- Espejo del llanto. Barcelona, 1980.
- Memoria alucinada. II Edición, Barcelona, 1980.
- Asís materia del éxtasis. Barcelona, 1979.
- Ebriedad del delirio. Antología 1954-1979, Barcelona, 1979.
- Revelación de España. Barcelona, 1978.
- Paraísos de la memoria. Barcelona, 1978.
- Visionera del tiempo. Málaga, 1977.
- Torre de las visiones. Barcelona, 1977
- Selección poética. Buenos Aires, s/f.
- Los rostros de la lluvia. Villa Constitución, Argentina, 1976.
- Memoria alucinada. I Edición, Málaga, 1975.
- Poémes. Bruselas, 1975.
- El rojo de la vida. Caracas, 1974.
- País de las mariposas. Palma de Mallorca, en francés, 1973.
- País de las mariposas. Palma de Mallorca, Edición III, 1970.
- País de las mariposas. Palma de Mallorca, Edición I y II, 1969.
- Piedra del llanto. Palma de Mallorca, 1972.
- Alejandra Pizarnik genio poético. Caracas, 1972.
- Las palabras sin nombre. Málaga, 1972.
- Selene. Caracas, 1970.
- Libro del mar. Málaga, 1970.
- El jardín que no se cierra nunca. Málaga, 1970
- Idioma original. Caracas, 1969.
- Infiguración de una ciudad. Palma de Mallorca, 1969.
- Flor del homenaje. Palma de Mallorca, 1969.
- Clamor del corazón. Málaga, 1967.
- Trasluz de la obra poética de Carlos Murciano. Madrid, 1967.
- Poemas venezolanos. Caracas, 1965.
- Rostros de Cuenca. Palma de Mallorca, 1964.
- En el aire de doña Isabel de Portugal. Palma de Mallorca, 1964.
- Rostros de Dulcinea. Madrid, 1954.
- Ecuador país alucinante. Caracas, s/f.
- Intento de diálogo. Caracas, 1961.
- Vitrail de fable. París,1960.
- Taller de magia. Madrid, 1960.
- Jardín de arcángeles. Caracas, 1960.
- Bolívar. Caracas, 1960.
- Nocturnos. Caracas, 1959.
- Catedral del alba. Caracas, s/f.
- Pasión por Grecia. Caracas, s/f.
- Guasipati, vitral de hechizo. Caracas, 1955.
- Vitral de fábula. Madrid, 1954.
- Embriaguez de mi pulso. Guadalajara, España, 1954.
- Poema de la llama y el clavel. Caracas, 1948.
- Memoria floral. Caracas, 1946.
- Tránsito y vigilia. Caracas, 1945.
- Alas en el viento. Caracas, 1942.

## Premios
- Premio José Vasconcelos 1985. México
- Premio de Poesía Hölderlin 1999-2000
- Diploma Maestro de Poesía de Chile
- Título de Condesa Paladina Von Derneck 1998. Alemania